# مارك ويلسون (لاعب كرة قدم إيرلندي)

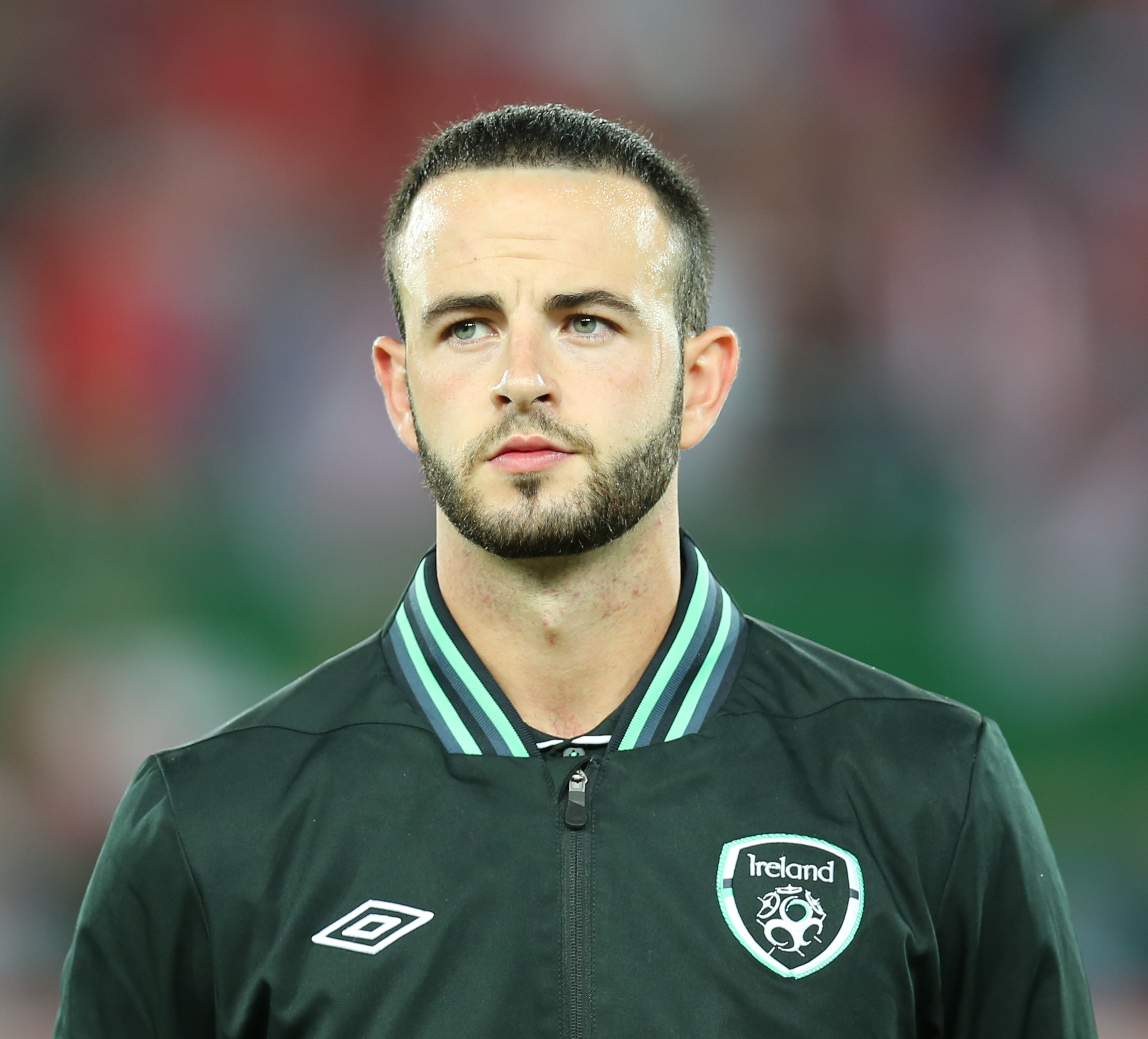

مارك ويلسون (بالإنجليزية: Marc Wilson)‏ (مواليد 17 أغسطس 1987 في أغاغالون - أيرلندا الشمالية) لاعب كرة قدم أيرلندي يلعب حاليا لصالح نادي الدرجة الممتازة نادي ستوك سيتي الإنجليزي منذ 2010 في مركز قلب الدفاع .

## روابط خارجية
- مارك ويلسون على موقع الاتحاد الأوربي (الإنجليزية)
- مارك ويلسون على موقع قاعدة بيانات كرة القدم.إي يو (الإنجليزية)
- مارك ويلسون على موقع ناشيونال فوتبول تيمز (الإنجليزية)
- مارك ويلسون على موقع Soccerbase.com (لاعب) (الإنجليزية)
- مارك ويلسون على موقع Soccerway.com (الإنجليزية)
- مارك ويلسون على موقع عالم كرة القدم.نت (الإنجليزية)
- مارك ويلسون على موقع AS.com (الإسبانية)